# Martin Litschgi
Martin Litschgi (* 1972 in Basel) ist ein deutscher Klarinettist.

## Leben und Wirken
Martin Litschgi wurde zunächst von David Glenn unterrichtet und absolvierte eine Studienvorbereitung bei Uwe Möckel (ensemble recherche / Staatsorchester Hannover). Er studierte Klarinette an der Hochschule für Musik Basel bei François Benda sowie Kammermusik, das er mit Auszeichnung abschloss. Zudem nahm er an Meisterkursen für Kammermusik bei Martin Spangenberg teil.
Litschgi wirkte in Orchestern als Soloklarinettist und konzertierte als Solist und Kammermusiker, auch bei Festivals. Er spielte Erst- und Uraufführungen. Zeitgenössische Komponisten widmeten ihm Solo- und Kammermusikwerke. Sein musikalisches Schaffen wurde bei CD- und Rundfunkaufnahmen aufgezeichnet. Seit 1996 ist er künstlerischer Leiter des ensemble pittoresque und seit 1999 solistisches Mitglied der Camerata Instrumentale Freiburg. 
Darüber hinaus wirkt er als Dozent. Seit 1992 lehrt er an der Städtischen Musikschule Mühlheim. Seit 2000 bereitet er auch auf Hochschulprüfungen und Orchesterprobespiele vor und er unterrichtet studienbegleitend. Von 1999 bis 2004 war er Assistent von Jost Meier für Kammermusik an der Hochschule für Musik Basel. Von 2006 bis 2014 war er künstlerisch-pädagogischer Leiter der Internationalen Sommerakademien für Musik Schloss Beuggen in Rheinfelden.
Zudem war er 2008 und 2010 Juror beim internationalen Wettbewerb Verfemte Musik in Schwerin und von 2006 bis 2010 Mitglied der Jury des Bundeswettbewerbs Jugend musiziert.
Litschgi ist außerdem Lehrer und Trainer für die japanische Kampfkunst Aikidō und Träger des schwarzen Gürtels.

## Diskografie
- Gustav Jenner: Chamber Music. Mit Nadja Helble, Horn; Iryna Krasnovska, Klavier (MDG; 2005)